# Mahakam Ulu
Mahakam Ulu ist ein indonesischer Regierungsbezirk (Kabupaten) in der indonesischen Provinz Kalimantan Timur. Mitte 2024 leben hier nahezu 40.000 Menschen. Der Regierungssitz des Kabupaten Mahakam Ulu ist Ujoh Bilang.

## Geographie
Flächenmäßig nimmt der Bezirk unter den 7 Kabupaten der Provinz Rang 4 ein (14,56 % der Provinzfläche), dies entspricht dem 18. Platz (von 47) innerhalb der Region Kalimantan (3,49 % der Regionsfläche).

### Lage und Ausdehnung
Mahakam Ulu liegt beiderseits des Äquators im Westen von Kalimantan Timur. Der Kabupaten erstreckt sich zwischen 113° 50′ 03,61″ und 115° 46′ 09,59″ ö. L. bzw. zwischen 1° 31′ 22,49″ n. Br und 0° 16′ 31,74″ s. Br. Er grenzt auf ca. 50 km im Norden an den malaysischen Bundesstaat Sarawak, im Nordosten an den Kabupaten Malinau, im Osten an Kutai Kartanegara, im Südosten an Kutai Barat, im Süden an Barito Utara (ca. 50 km), im Westen an Murung Raya (beide Provinz Kalimantan Tengah) sowie im Nordwesten an den Kabupaten Kapuas Hulu von der Provinz Kalimantan Barat.
Mit 1759,5 Metern Höhe ist der Gunung Kiau der höchste Berg, der größte See (Danau Situ, 3,72 ha) liegt im Distrikt Long Bagun. Es gibt insgesamt 246 Flüsse mit einer Gesamtlänge von 4256,4 Kilometern. Der im Distrikt Long Apari entspringende Mahakam ist der längste (141,6 km) und der Namensgeber des Regierungsbezirks.

### Klima
Die Temperaturen lagen 2020 zwischen 23,0 und 28,0 °C (Durchschnitt 28 °C). Die Abweichung in den einzelnen Monaten ist gering. Die Luftfeuchtigkeit betrug im Jahr 2020 durchschnittlich 93,3 % (49 bis 97 %), auch hier sind die monatlichen Abweichungen gering. Trockenster Monat war 2020 der November, ansonsten hat es fast jeden Tag geregnet. Die Sonnenscheindauer betrug 49 Prozent, am sonnigsten waren die Monate Januar bis April 2020.

## Verwaltungsgliederung

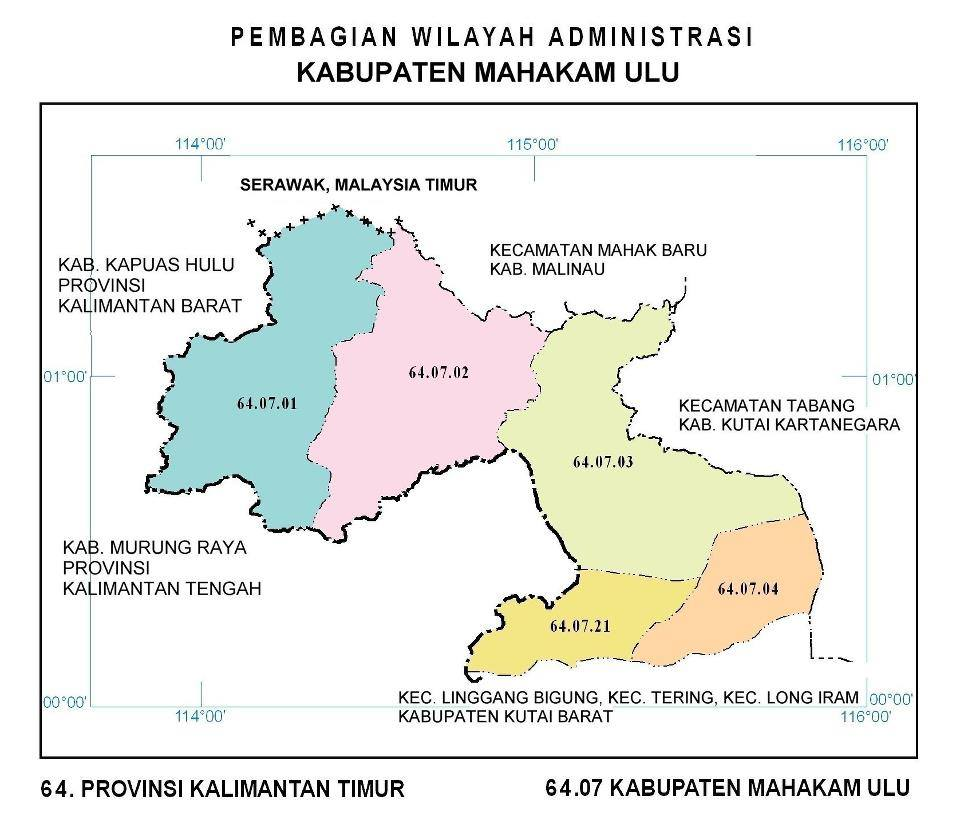
Die fünf Kecamatan im Kabupaten

Der Kabupaten Mahakam Ulu gliedert sich seit in 5 Kecamatan (Distrikte) mit 50 Desa (Dörfern).
| Code 1)  | Kecamatan Distrikt | Ibu Kota Verwaltungssitz | Fläche (km²) | Einw. Zensus 2010 2) | Volkszählung 2020 3) | Volkszählung 2020 3) | Volkszählung 2020 3) | Anzahl der Dörfer |
| Code 1)  | Kecamatan Distrikt | Ibu Kota Verwaltungssitz | Fläche (km²) | Einw. Zensus 2010 2) | Einw. 3)             | 0Dichte 4)0          | Sex Ratio 5)         | Anzahl der Dörfer |
| -------- | ------------------ | ------------------------ | ------------ | -------------------- | -------------------- | -------------------- | -------------------- | ----------------- |
| 64.11.01 | Long Bagun         | Ujoh Bilang              | 4.971,20     | 7.886                | 14.462               | 2,9                  | 115,59               | 11                |
| 64.11.02 | Long Hubung        | Long Hubung              | 530,90       | 6.405                | 8.604                | 16,2                 | 111,76               | 11                |
| 64.11.03 | Laham              | Laham                    | 901,80       | 2.275                | 2.749                | 3,0                  | 121,34               | 5                 |
| 64.11.04 | Long Apari         | Long Ohang               | 5.490,70     | 4.102                | 4.217                | 0,8                  | 113,52               | 10                |
| 64.11.05 | Long Pahangai00    | Long Pahangai            | 3.420,40     | 4.326                | 4.978                | 1,5                  | 112,19               | 13                |
| 64.11    | Kab. Mahakam Ulu   | Kab. Mahakam Ulu         | 15.315,00    | 24.994               | 35.010               | 2,3                  | 114,34               | 50                |

## Geschichte
Der Kabupaten Mahakam Ulu wurde im Januar 2013 aus fünf nördlichen Kecamatan des Kabupaten Kutai Barat gebildet. Der „Mutterbezirk“ verlor dabei 42,9 Prozent seines Territoriums (15.315 von 35.696,59 km²) und 16,2 Prozent seiner Bewohner (27.923 von 172.235 Ew.). So kamen 49 der 238 Desa und 5 der 21 Kecamatan zum neuen Kabupaten Hukum Ulu. Der erfuhr bis zum gegenwärtigen Zeitpunkt keine internen Veränderungen, lediglich das Dorf Long Hubung Ulu wurde neue gebildet.

## Demographie

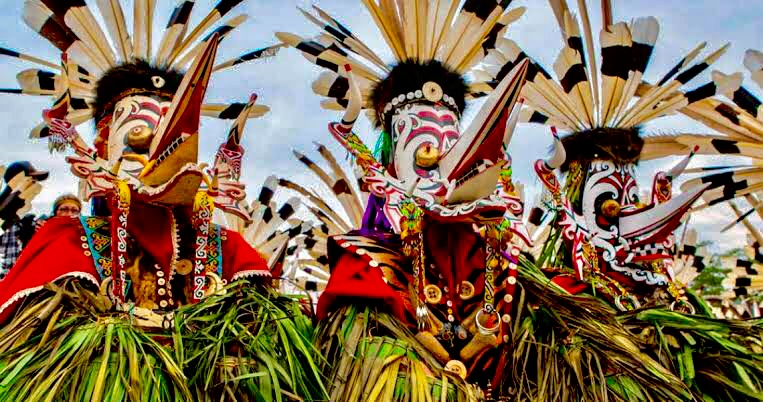
Hudoq Tänzer beim Hudoq Pekayang Festival

Mahakam Ulu ist der einwohnerschwächste Kabupaten der Provinz und weist 0,97 Prozent der Einwohner von dieser auf. Bezogen auf die gesamte Region Kalimantan bedeutet dies den vorletzten Platz aller 47 Kabupaten, noch vor dem Schlusslicht Kab. Tana Tidung (Provinz Kalimantan Utara). Bei einer Bevölkerungsdichte von 2,1 Einw. je km² hält diesmal Mahakam Ulu die „Rote Laterne“ der Region. (Angaben von Mitte 2024).
Der Frauenanteil variiert und hat sich inzwischen bei 46,5 Prozent eingepegelt.
| Religion im Jahr 2020 | Religion im Jahr 2020 | Religion im Jahr 2020 | Religion im Jahr 2020 |
| Religion              | Anzahl                | Anteil (%)            | Gebäude 8)            |
| --------------------- | --------------------- | --------------------- | --------------------- |
| Islam                 | 08.105                | 23.15                 |                       |
| Christen insg.        | 26.839 9)             | 76,66                 |                       |
| Davon:                |                       |                       |                       |
| Protestanten          | 05.117                | ~19                   |                       |
| Katholiken            | 21.722                | ~81                   |                       |
|                       |                       |                       |                       |
| Hindus                | 000063 10)            | 00,18                 |                       |

| Jahr | Gesamt- Bevölkerung | Männer | %     | Frauen | %     | Sex Ratio 5) |
| 2010 | 24.994              | 13.359 | 53,45 | 11.635 | 46,55 | 114,82       |
| 2020 | 32.513              | 17.308 | 53,23 | 15.205 | 46,77 | 113,83       |
| 2021 | 35.274              | 18.830 | 53,38 | 16.444 | 46,62 | 114,51       |
| 2022 | 37.318              | 19.920 | 53,38 | 17.398 | 46,62 | 114,50       |
| 2023 | 38.498              | 20.553 | 53,39 | 17.945 | 46,61 | 114,53       |
| 2024 | 39.319              | 21.017 | 53,45 | 18.302 | 46,55 | 114,83       |

### Soziale Daten 2020
| Merkmal                                                             | Kab. Mahakam Ulu | 0Prov. Kalimantan Timur0 |
| ------------------------------------------------------------------- | ---------------- | ------------------------ |
| Bevölkerung unterhalb der Armutsgrenze (Tsd.)00                     | 03,26            | 243,99                   |
| Anteil der „armen Bevölkerung“ (indonesisch Penduduk miskin) (%)000 | 11,44            | 006,64                   |
| Arbeitslosenrate (%)                                                | 03,49            | 006,87                   |
| Lebenserwartung bei der Geburt (Jahre)                              | 72,10            | 074,33                   |
| HDI-Index                                                           | 67,09            | 076,24                   |
| Analphabetenrate (in %, 15+ J.)                                     | 01,98            | 001,03                   |
| Anteil der Altersgruppen                                            | 0Real0           | 00.Prozentual0           |
| Kinder (<15 J.)                                                     | 07.4800          | 023,01                   |
| arbeitsfähige Bevölkerung (15–64 J.)                                | 23.0160          | 070,79                   |
| Rentner und Pensionäre (>65 J.)                                     | 002.1070         | 006,20                   |

### Aktuelle Daten der Bevölkerungsfortschreibung
Nachfolgende Tabelle gibt den Einwohnerstand nach Geschlecht vom Jahresende 2020, 2021, 2022 und 2023 sowie zur Jahresmitte 2024 wieder. Er resultiert aus den Ergebnissen der Fortschreibung durch die örtlichen Zivilregistrierungsbüros (Disdukcapil, indonesisch Dinas Kependudukan dan Pencatatan Sipil). Der aktuelle Einwohnerstand kann auch in einer interaktiven Karte abgerufen werden.
| Kecamatan          | Jahresende 2020 13) | Jahresende 2020 13) | Jahresende 2020 13) | Jahresende 2020 13) | 2021                        | 2022                        | 2023                        | Mitte 2024 13) | Mitte 2024 13) | Mitte 2024 13) | Mitte 2024 13) | Mitte 2024 13) | Mitte 2024 13) |
| ------------------ | ------------------- | ------------------- | ------------------- | ------------------- | --------------------------- | --------------------------- | --------------------------- | -------------- | -------------- | -------------- | -------------- | -------------- | -------------- |
| Kecamatan          | gesamt              | männlich            | weiblich            | Sex Ratio 5)        | Einwohner am Jahresende 13) | Einwohner am Jahresende 13) | Einwohner am Jahresende 13) | gesamt         | männlich       | weiblich       | Fläche 14)     | Dichte         | Sex Ratio 5)   |
| Long Bagun         | 14.462              | 7.754               | 6.708               | 115,59              | 14.597                      | 15.695                      | 16.289                      | 16.744         | 9.058          | 7.686          | 4.554,57       | 3,7            | 117,85         |
| Long Hubung        | 8.604               | 4.541               | 4.063               | 111,76              | 8.511                       | 8.867                       | 9.085                       | 9.247          | 4.890          | 4.357          | 1.522,09       | 6,1            | 112,23         |
| Laham              | 2.749               | 1.507               | 1.242               | 121,34              | 2.822                       | 3.062                       | 3.125                       | 3.189          | 1.734          | 1.455          | 2.903,97       | 1,1            | 119,18         |
| Long Apari         | 4.217               | 2.242               | 1.975               | 113,52              | 4.298                       | 4.502                       | 4.646                       | 4.765          | 2.517          | 2.248          | 4.454,20       | 1,1            | 111,97         |
| Long Pahangai      | 4.978               | 2.632               | 2.346               | 112,19              | 5.046                       | 5.192                       | 5.353                       | 5.374          | 2.818          | 2.556          | 5.057,40       | 1,1            | 110,25         |
| Kab. Mahakam Ulu00 | 35.010              | 18.676              | 16.334              | 114,34              | 35.274                      | 37.318                      | 38.498                      | 39.319         | 21.017         | 18.302         | 18.492,23      | 2,1            | 114,83         |